# Ann Hunter Popkin
Ann Hunter Popkin (1945) é uma ativista de longa data da justiça social e do movimento de mulheres. Como estudante universitária do norte, Popkin viajou para o Mississippi para participar no Freedom Summer em 1964. Ela foi membro fundadora da Bread and Roses, uma organização de libertação das mulheres em Cambridge, Massachusetts, em 1969, e produziu o primeiro estudo académico sobre o seu apelo e impacto. Fotógrafa, cineasta, professora e conselheira, Popkin trabalhou em vários ambientes universitários e comunitários.
Popkin formou-se no Radcliffe College em 1967 e também frequentou a Universidade Brandeis de 1968 a 1977, onde obteve um Ph.D. em Sociologia.

## Ativismo do movimento inicial
Trabalhar ao lado de estudantes negros e brancos do norte e do sul a fazer levantamento de eleitores e trabalho comunitário em Vicksburg, Mississippi, no verão de 1964, foi uma experiência poderosa que moldou o compromisso vitalício de Popkin para com a justiça social e o anti-racismo. Ela participou no movimento anti-guerra, trabalhando em 1967 como investigadora do professor Noam Chomsky analisando a cobertura da imprensa americana da Guerra do Vietname. Em 1969, ela juntou-se a outras mulheres que começaram a expandir a análise da desigualdade de raça e classe para desafiar ideias amplamente aceites sobre desigualdade de género e vislumbrar a libertação das mulheres. Como membro fundador da Bread and Roses, Popkin participou em várias atividades coletivas do coletivo, incluindo a participação na consciencialização, bem como em protestos expondo e criticando o sexismo, e marchando como parte de contingentes de mulheres em protestos e manifestações contra a guerra e pelos direitos civis. Em meados da década de 1970, fazer parte da libertação das mulheres foi outra influência formativa e contínua na vida e no trabalho de Popkin. Ela ministrou cursos sobre o movimento das mulheres numa Escola Feminina da área de Boston, e também foi ativa no Grupo de Estudos Marxistas-Feministas da Nova Inglaterra e no Sindicato das Mulheres de Boston.

## Ensino Universitário e Comunitário e Trabalho Antirracista
A partir de 1973, Popkin ministrou cursos sobre Sociologia de Homens e Mulheres, Movimentos Sociais, Média e Sociedade, e Desaprender Racismo e Sexismo na Universidade de Massachusetts em Boston, na Universidade da Califórnia em Santa Cruz, na Universidade de Oregon, onde foi a diretora interina de estudos femininos, e na Oregon State, onde foi a diretora interina do Programa de Diferenças, Poder e Discriminação. Em 2003, Popkin recebeu um prémio Women of Achievement da Oregon State. A partir de 1983, Popkin também atuou como líder e facilitadora de Workshops de Desaprendizagem de Racismo e Sexismo baseados na comunidade na Bay Area, Califórnia e em Eugene, Oregon. Ela atualmente lidera Grupos de Treino e Prática de Escuta Compassiva em Portland, Oregon.

## Bolsa de estudos e publicações
- Ann Hunter Popkin, "Bread and Roses: An Early Moment in the Development of Socialist-Feminism," Dissertação de Doutoramento em Sociologia, Universidade Brandeis, 1978
- Linda Gordon e Ann Popkin, "Women's Liberation: Let Us All Now Emulate Each Other," in Seasons of Rebellion: Protest and Radicalism in Recent America, ed. Joseph Boskin and Robert Rosenstone (NY: Holt, Rinehart and Winston, 1972) pp. 86–312.
- Ann Popkin, "The Personal is Political: The Women's Liberation Movement," in They Should Have Served That Cup of Coffee, ed. Dick Cluster (Boston: South End Press, 1979), pp. 181–222
- Ann Popkin, "An Early Moment in Women's Liberation," Radical America, Vol. 22, No. 1, Janeiro–Fevereiro, 1988
- Ann Popkin, "The Social Experience of Bread and Roses: Building a Community and Creating a Culture," em Women, Class and the Feminist Imagination, ed Karen V. Hansen and Ilene J. Philipson (Philadelphia: Temple University Press, 1990)
- Ann Popkin e Susan Shaw, "Teaching Teachers to Transgress," Teaching for Change: The Difference, Power and Discrimination Model, ed. Jun Xing, Judith Li, Larry Roper, e Susan Shaw (CA Lexington Press, 2007), pp. 66–110

## Fotografia e filme
As fotografias de Ann Popkin foram publicadas em várias edições de Our Bodies, Ourselves entre 1972 e 1998, Ourselves and Our Children, 1978, e na revista Boston Globe Sunday, 1973.
Os seus documentários incluem "Grandma", a vida de uma mulher mais velha como esposa e mãe trabalhadora, 16mm, preto e branco, e Charm School, um aspeto da socialização feminina, Super 8mm, a cores.